# Minyaylivka
Minyaylivka  (ucraniano: Михайлівка) es una localidad del raión de Bilhorod-Dnistrovskyi en el óblast de Odesa de Ucrania. Según el censo de 2001, tiene una población de 1645 habitantes.